# Катарина Саксонская (1421—1476)
Катарина Саксонская (нем. Katharina von Sachsen; 1421 — 23 августа 1476, Берлин, маркграфство Бранденбург) — принцесса Саксонская, в замужестве курфюрстина Бранденбургская.

## Биография
Катарина — дочь курфюрста Саксонии Фридриха I и его супруги Катарины Брауншвейг-Люнебургской, дочери герцога Генриха I Брауншвейг-Люнебургского.
11 июня 1446 года в Виттенберге Катарина вышла замуж за курфюрста Бранденбурга Фридриха II. Он безуспешно сватался к ней ранее, но в конечном итоге брак стало составной частью договора, урегулировавшего конфликт между Бранденбургом и Саксонией за Лужицу и ознаменовавшего союз между этими государствами. Брак оказался несчастливым. У Фридриха были многочисленные внебрачные связи, в одной из которых родился его сын Эразм. Последние годы супруги жили раздельно: Фридрих — во Франконии, Катарина — в Бранденбурге.

## Потомки
- Доротея (1446—1519), замужем за герцогом Иоганном IV Саксен-Лауэнбургским (1439—1507)
- Маргарита (1449/50—1489), замужем за герцогом Померании Богуславом X (1454—1523)
- Иоганн (ок. 1452—1454)